# Alexei Grishin

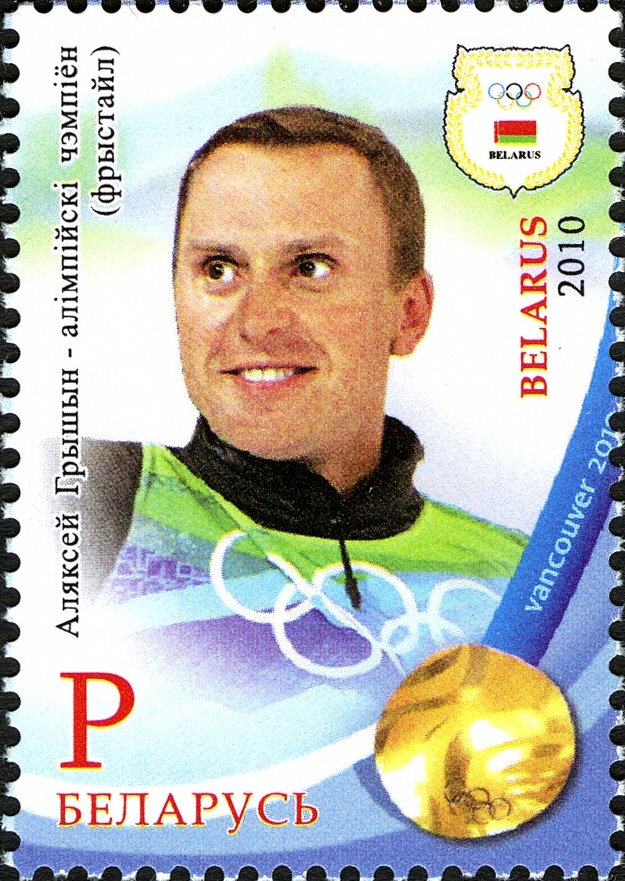
Selo bielorrusso emitido em 2010 em comemoração à medalha de ouro ganha pelo atleta nos jogos de Vancouver

Aleksei Grishin (em bielorrusso:  Аляксей Генадзьевіч Грышын, em russo:  Алексей Геннадьевич Гришин; Minsk, 18 de junho de 1979) é um esquiador da Bielorrússia.
Campeão mundial em 2001 e medalha de bronze nos Jogos Olímpicos de Inverno de 2002, Grishin se tornou campeão olímpico nos Jogos de Vancouver, conquistando a primeira medalha de ouro de seu país em Jogos de Inverno.
Em Copas do Mundo, possui 89 participações, 22 pódios e 7 vitórias.